# Lijst van rijksmonumenten in Maastricht/Kesselskade
Een overzicht van de 17 rijksmonumenten in de stad Maastricht gelegen aan of bij de Kesselskade.
| Object | Oorspronkelijke functie? | Bouwjaar              | Architect | Locatie            | Coördinaten?                  | Nr.?  | Afbeelding        |
| --- | ------------------------ | --------------------- | --------- | ------------------ | ----------------------------- | ----- | ----------------- |
| Augustijnenkerk | Kerk en kerkonderdeel    | 1610-1659/1920        |           | Kesselskade 43     | 50° 51' 3" NB, 5° 41' 37" OL  | 27175 | Meer afbeeldingen |
| Huis met lijstgevel. | Gebouw                   | 17e eeuw              |           | Kesselskade 45     | 50° 51' 2" NB, 5° 41' 37" OL  | 27176 | Meer afbeeldingen |
| Huis met eenvoudige lijstgevel. | Gebouw                   |                       |           | Kesselskade bij 47 | 50° 51' 2" NB, 5° 41' 37" OL  | 27177 | Upload foto       |
| Huis met lijstgevel. | Gebouw                   | 18e eeuw              |           | Kesselskade 47     | 50° 51' 2" NB, 5° 41' 38" OL  | 27178 | Meer afbeeldingen |
| Huis met lijstgevel van hardsteen. | Woonhuis                 | derde kwart 18e eeuw  |           | Kesselskade 48     | 50° 51' 1" NB, 5° 41' 37" OL  | 27179 | Meer afbeeldingen |
| Huis met gepleisterde lijstgevel. | Gebouw                   | 18e eeuw              |           | Kesselskade 52     | 50° 51' 1" NB, 5° 41' 38" OL  | 27180 | Meer afbeeldingen |
| Huis met lijstgevel. | Gebouw                   | eerste kwart 18e eeuw |           | Kesselskade 54     | 50° 51' 1" NB, 5° 41' 38" OL  | 27181 | Meer afbeeldingen |
| Huis met gepleisterde lijstgevel. | Gebouw                   | 18e eeuw              |           | Kesselskade 55     | 50° 51' 1" NB, 5° 41' 38" OL  | 27182 | Meer afbeeldingen |
| Huis met lijstgevel. | Gebouw                   | eerste kwart 18e eeuw |           | Kesselskade 56     | 50° 51' 0" NB, 5° 41' 38" OL  | 27183 | Meer afbeeldingen |
| Huis met gepleisterde lijstgevel. | Woonhuis                 | 16e eeuw              |           | Kesselskade 57     | 50° 51' 0" NB, 5° 41' 38" OL  | 27184 | Meer afbeeldingen |
| Huis met eenvoudige lijstgevel. Gevelsteen met drie gekroonde haringen, wellicht afkomstig van het huis "In de drie gekroonde haringen", Wijker Brugstraat 68. | Gebouw                   | eerste helft 19e eeuw |           | Kesselskade 58     | 50° 51' 0" NB, 5° 41' 38" OL  | 27185 | Meer afbeeldingen |
| Huis met eenvoudige lijstgevel. | Gebouw                   | 19e eeuw              |           | Kesselskade 59     | 50° 50' 60" NB, 5° 41' 38" OL | 27186 | Meer afbeeldingen |
| Huis met lijstgevel. | Gebouw                   | 18e eeuw              |           | Kesselskade 60     | 50° 50' 60" NB, 5° 41' 38" OL | 27187 | Meer afbeeldingen |
| Huis, met groot wolfdak en brede lijstgevel, rechts voorzien van een geprofileerde koetspoort.                                                                 | Gebouw                   | eerste kwart 18e eeuw |           | Kesselskade 62     | 50° 50' 59" NB, 5° 41' 39" OL | 27188 | Meer afbeeldingen |
| Huis met lijstgevel. | Gebouw                   | eerste helft 19e eeuw |           | Kesselskade 63     | 50° 50' 59" NB, 5° 41' 39" OL | 27189 | Meer afbeeldingen |
| Huis met lijstgevel. | Gebouw                   | 18e eeuw              |           | Kesselskade 64     | 50° 50' 59" NB, 5° 41' 38" OL | 27190 | Meer afbeeldingen |
| Huis met lijstgevel. | Woonhuis                 |                       |           | Kesselskade 65     | 50° 50' 58" NB, 5° 41' 39" OL | 27191 | Meer afbeeldingen |